# システムエンジニアリングサービス契約
システムエンジニアリングサービス契約（SES契約）とは、システムエンジニアが行うシステム開発等に関する、委託契約の一種（委任・準委任契約等）で、システムエンジニアの能力を契約の対象とするものである。

## 概要
SES契約は労働法規などでは業務請負の一種とみなされる。このため、労務管理や指揮命令系統などが発注元企業から独立している必要がある点が、発注元企業による指揮命令の下で業務を行う派遣契約との大きな違いである。賃金は技術者の労働力に対して支払われ、システムの完成は支払い要件には含まれない。
民法での典型契約が委任であっても、下請法における取引が「情報成果物作成委託」や「役務提供委託」であっても、労働者派遣法や職業安定法の区分基準では「業務請負」であり、違法派遣や偽装請負に該当しないように注意が必要である。

## 問題点
SES契約は委託契約であるが、発注元企業が請負契約や派遣契約との区別が理解できていない場合、直接指揮命令を受けたり業務の完遂を求められたりする可能性がある。また、SES契約であっても実態が派遣契約と変わらないときは、偽装請負と類似の問題が生じる。

## 下請代金支払遅延等防止法の適用
下請代金支払遅延等防止法（通称、下請法）は、取引当事者となる事業者間の資本金の額に一定の開きがある場合で、取引が「情報成果物作成委託」、「役務提供委託」に該当する場合に適用される。SES契約においても実態が「情報成果物作成委託」や「役務提供委託」に該当すれば下請法が適用されることになる。

## 労働契約申込みみなし制度の適用
発注元がいわゆる偽装請負状態を受け入れた場合、その時点で、発注元が技術者に対して労働契約の申込をしたものとみなされる。